# شاهین‌آغا (یورغیر)
شاهین‌آغا (به ترکی استانبولی: Şahinağa) یک منطقهٔ مسکونی در ترکیه است که در یورغیر واقع شده‌است.